# Juan de Dios Campuzano
Juan de Dios Campuzano OFM (* 29. August 1921 in Quito; † zwischen 1967 und 2008) war ein ecuadorianischer römisch-katholischer Ordensgeistlicher und Apostolischer Präfekt von Galápagos.

## Leben
Juan de Dios Campuzano trat am 8. August 1938 der Ordensgemeinschaft der Franziskaner bei. Am 26. Juni 1946 empfing er das Sakrament der Priesterweihe. Papst Johannes XXIII. bestellte ihn am 20. November 1959 zum Apostolischen Präfekten von Galápagos. Campuzano nahm an der zweiten, dritten und vierten Sitzungsperiode des Zweiten Vatikanischen Konzils teil.
Am 30. Oktober 1967 trat Campuzano als Apostolischer Präfekt von Galápagos zurück.